# Cantó d'Angers-Nord-Oest
El cantó d'Angers-Nord-Oest és una antiga divisió administrativa francesa del departament de Maine i Loira, situat al districte d'Angers. Té 2 municipis i el cap es Angers. Va desaparèixer el 2015.

## Municipis
- Angers (part)
- Avrillé

## Història
| Data d'elecció                           | Identitat        | Partit           | Qualitat |
| ---------------------------------------- | ---------------- | ---------------- | -------- |
| 1982-2001                                | Marc Laffineur   | UDF, després DL  |          |
| 2001-2015                                | Christophe Béchu | RPR, després UMP |          |
| les dades anteriors no són pas conegudes |                  |                  |          |
|                                          |                  |                  |          |

## Demografia
| A partir de 1990: Població sense dobles comptes |